# قفل حلقي

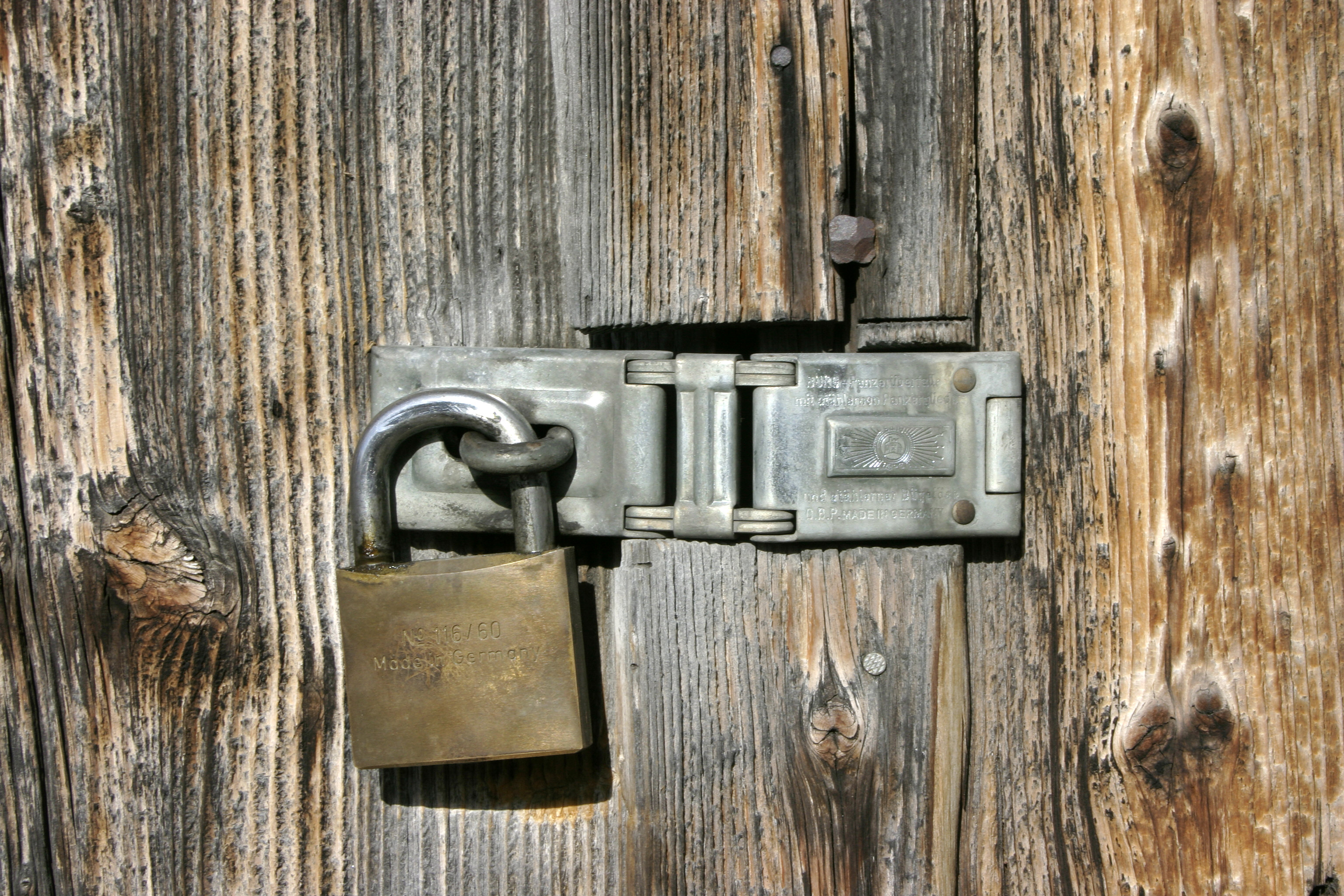
باب مغلق بالقفل الحلقي

القُفْل الحَلْقِي أو القفل بحلقة قفل محمول ذو حلقة يمكن تمريره من خلال فتحة (مثل فتحة سلسلة، أو مشبك) لمنع الاستخدام أو السرقة أو التخريب.

## تاريخ
هناك أقفال حلقية تعود إلى العصر الروماني، 500 ق.م - 300 م .  كانت معروفة في العصور القديمة من قبل التجار الذين يسافرون على طرق التجارة القديمة إلى آسيا، بما في ذلك الصين. 